# Kowa company
Kowa company, LTD (яп. 興和株式会社 Ко:ва кабусики-гайся) — японская многопрофильная компания.

## История компании
Канэсабуро Хаттори (服部 兼三郎) в 1894 году в Нагое открыл бизнес по продаже тканей. В 1912 году была создана компания «Магазины Хаттори» (яп. 服部商店 Хаттори Сё:тэн). В 1919 году компания начала производить ткани и одежду.
В 1939 году текстильный бизнес выделился в отдельную компанию — ныне «Прядильная компания Кова» (яп. 興和紡績 Ко:ва Бо:сэки, Kowa Spinning Co., Ltd).
После Второй мировой войны компания разнообразила свою деятельность. В 1946 году была создана компания «Завод оптических приборов Кова» (яп. 興和光器製作所 Ко:ва ко:ки сэйсакудзё, Kowa Optical Works), которая начала производство оптического оборудования. В 1947 году компания начала производство лекарств и в 1954 году была создана компания «Новые лекарства Кова» (яп. 興和新薬 Ко:ва синъяку, Kowa drugs).
В 1960 году корпорация изменила своё наименование на Kowa.
В 2003 году Kowa приобрела компанию «Химические препараты Никкэн» (яп. 日研化学 Никкэн кагаку, Nikken Chemicals Co., Ltd) которая была переименована в «Фармацевтическую компанию Кова» (яп. 興和創薬 Ко:ва со:яку, Kowa Pharmaceutical Co., Ltd).

### Талисман Kero
Талисман фармацевтического подразделения компании — лягушонок Кэро (яп. ケロちゃん Кэро-тян). Кэро впервые появился в газетной рекламе в 1949 году.

## Направления деятельности компании

### Швейная промышленность
Компания производит одежду под собственными и лицензионными брендами: PGA, PENTY’S, SNIP SNAP, Rhythm and balance.

### Фармацевтическая промышленность
Компания производит лекарственные и косметические препараты, витаминные напитки, линзы для очков, ортопедическую обувь.

### Оптическая промышленность

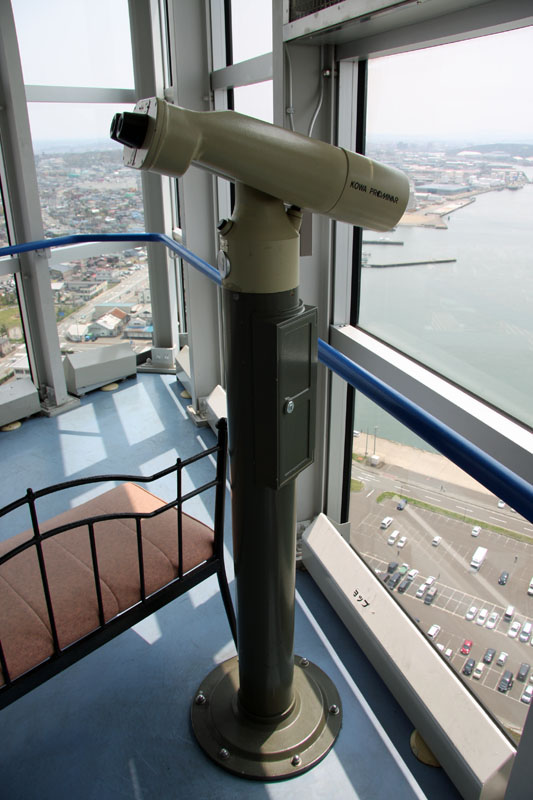
Туристический телескоп Kowa

Компания производит линзы, зрительные трубы и телескопы. Компания производила оборудование для планетариев.

#### Фотоаппаратура
Компания производила фотоаппараты с 1954 года по 1978 год.  См.подробней

##### Под пленку 35 мм
- Шкальные фотоаппараты:
  - Kowa SV
  - Kowa 35N

- Дальномерные фотоаппараты:
  - Kowa Kallo 35
  - Kowa Kallo Wide
  - Kowa Kallo T85
  - Kowa Kallo T100
  - Kowa Kallo 181/281
  - Kowa Kallo 140
  - Kowa Kallo 180

- Однообъективные зеркальные фотоаппараты:
  - Kowaflex
  - Kowa Model E
  - Kowa H
  - Kowa SE
  - Kowa SE R
  - Kowa SE T
  - Kowa SE TR
  - Kowa SE TR2
  - Kowa UW190

##### Под пленку 120 мм
- Однообъективные зеркальные фотоаппараты:
  - Kowa Six
  - Kowa Six MM
  - Kowa super 66

- Двухобъективные зеркальные фотоаппараты:
  - Kalloflex
  - Kallovex

##### Под пленку 127 мм
- С размеом кадра 4х4:
- Однообъективные зеркальные фотоаппараты:
  - Komaflex-S

- С размеом кадра 4х6,5
- Шкальные фотоаппараты:
  - Kowa kid/Kowa Zen-99/Super-Lark Zen-99/Light super

##### Под пленку 16 мм
- - Bell 16
  - Ramera/Bell Kamra

### Телевидение и телевещание
Компания производит профессиональное видео и аудио оборудование для телевизионных компаний.
Компания производит собственные телепрограммы и шоу, распространяет программы по спутниковым каналам в Тайване, Таиланде, Южной Корее, Мьянме.

## Подразделения и дочерние компании
- Kowa Spinning Co., Ltd. — одежда;
- Kowa drugs — продажа лекарств;
- Kowa drug — продажа лекарств;
- Teva Kowa — совместное предприятие с Tebafamasutikaru Industries;
- Careers & Leaps — совместное предприятие;
- Icon Kowa Co., Ltd. — производитель линз;
- Aichi International Broadcasting (RADIO-i) — FM радиовешание на иностранных языках;
- Maruei Department Store Co., Ltd. — один из старейших магазинов Нагои;
- Kanko — сеть гостиниц;
- Towa Optical — туристические бинокли, телескопы, оптика;
- Kowa Pharmaceuticals America;
- Kowa Life Science Foundation;